# Voorzieningenhart
Een voorzieningenhart is een benaming in de Nederlandse provincie Gelderland voor een multifunctioneel gebouw dat verschillende voorzieningen aanbiedt aan de bewoners van een wijk of dorp.
Een voorzieningenhart omvat meestal een basisschool met buitenschoolse opvang, een crèche, welzijnswerkvoorzieningen, een buurthuis, en computer-, hobby- en sportfaciliteiten. Het gebouw is meestal in het hart van de wijk of dorp geplaatst en bedoeld als ontmoetingsplaats. Met name in de gemeente Nijmegen deze benaming gebezigd.